# Delta Scuti
Delta Scuti (δ Sct / δ Scuti) è un sistema stellare della costellazione dello Scudo. Secondo la più recente misurazione della parallasse del satellite Hipparcos, dista dal sistema solare circa 202 anni luce.
Basandosi sul moto proprio della stella nello spazio, tra circa un milione e 300.000 anni Delta Scuti si avvicinerà al Sole alla distanza di 11,6 anni luce, divenendo a quell'epoca la stella più luminosa del cielo terrestre, con una magnitudine apparente di -1,51, più brillante dell'attuale Sirio.

## Osservazione
Si tratta di una stella situata nell'emisfero celeste australe, ma molto in prossimità dell'equatore celeste; ciò comporta che possa essere osservata da tutte le regioni abitate della Terra senza alcuna difficoltà e che non sia visibile soltanto nelle aree attorno al polo nord. Nell'emisfero sud invece appare circumpolare solo molto oltre il circolo polare antartico. La sua magnitudine pari a 4,7 fa sì che possa essere scorta solo con un cielo sufficientemente libero dagli effetti dell'inquinamento luminoso.

## Caratteristiche fisiche
Delta Scuti è il prototipo di una classe di stelle variabili, le variabili Delta Scuti. Appartenenti alle classi spettrali comprese tra classi spettrali A2 e F8 e le classi di luminosità IV (subgiganti) e V (stelle di sequenza principale), le variabili δ Sct compiono una pulsazione in un lasso di tempo compreso tra 0,025 e 0,25 giorni, sono caratterizzate da una metallicità simile a quella del Sole e di altre stelle di popolazione I e possiedono una massa compresa tra 1,5 e 2,5 masse solari.

Le pulsazioni sono dovute a un processo che prende il nome di meccanismo κ. Una parte dell'atmosfera esterna dell'astro diviene otticamente più tenue a causa della parziale ionizzazione di alcuni elementi. Quando tali atomi perdono un elettrone, la probabilità che essi assorbano energia aumenta; ciò provoca un aumento della temperatura che provoca un'espansione dell'atmosfera. L'atmosfera espansa diviene meno ionizzata e perde energia, raffreddandosi e dunque contraendosi (nel rispetto della prima legge di Gay-Lussac). Il risultato di questo ciclo è la periodica pulsazione dell'atmosfera della stella e una conseguente variazione della luminosità.
Nel caso di Delta Scuti, la luminosità varia dalla magnitudine 4,60 alla 4,79 in un periodo di 0,1938 giorni.
Il sistema consta di tre componenti. La primaria, Delta Scuti A, è una gigante giallo-bianca di classe F che pulsa regolarmente con un periodo di 4,65 ore, che risulta in una variazione di luminosità di 0,19 magnitudini, da +4.60 a +4.79.  Attorno alla primaria orbitano altre due stelle, Delta Scuti B, di classe spettrale K8, di magnitudine +12,2, che dista dalla primaria 15,2", e Delta Scuti C di classe spettrale G7, di magnitudine +9,2, che dista dalla principale 53".